# Mycetia gracilis
Mycetia gracilis är en måreväxtart som beskrevs av William Grant Craib. Mycetia gracilis ingår i släktet Mycetia och familjen måreväxter. Inga underarter finns listade i Catalogue of Life.